# Le Troisième Jumeau
Le Troisième Jumeau (titre original : The Third Twin) est un roman à suspense de Ken Follett à propos du génie génétique. Il a d'abord été publié en anglais en 1996 ; la traduction en français est parue en 1998.

## Résumé
Une chercheuse en génétique, Jeannie Ferrami, a découvert dans le cadre de ses recherches une intéressante paire de jumeaux. L'un, Steve, est un Américain modèle, l'autre, Dennis, est un criminel emprisonné. Elle compte les étudier pour déterminer ce qui, de l'inné et de l'acquis, fait de quelqu'un un criminel. Elle va découvrir que ces jumeaux ne sont pas nés le même jour. Par ailleurs, Steve, dont elle s'est éprise, est soupçonné de viol sur une de ses amies. Sa seule hypothèse : l'existence d'un troisième jumeau.

## Éditions en français
Édition imprimée originale en grand format
- Ken Follett (trad. de l'anglais par Jean Rosenthal), Le Troisième Jumeau [« The Third Twin »], Paris, éd. Robert Laffont, coll. « Best-sellers », 1997, 485 p., 24 cm (ISBN 2-221-08227-3, BNF 36166578)

Édition imprimée au format de poche
- Ken Follett (trad. de l'anglais par Jean Rosenthal), Le Troisième Jumeau [« The Third Twin »], Paris, Librairie générale française, coll. « Le Livre de poche » (no 14505), 6 octobre 1998, 571 p., 18 cm (ISBN 2-253-14505-X, BNF 36713139)

Livre audio
- Ken Follett (trad. de l'anglais par Jean Rosenthal), Le Troisième Jumeau [« The Third Twin »], Paris, Audiolib, 11 septembre 2019 (ISBN 978-2-36762-685-7, BNF 45794319).Texte intégral ; interprète : Marie Bouvier ; support : 2 disques compacts audio MP3 ; durée : 16 h 33 min environ.

## Adaptations cinématographiques
- Le Troisième Jumeau (The Third Twin), réalisé par Tom McLoughlin pour la télévision canadienne, sorti en 1997 avec Kelly McGillis et Larry Hagman.